# La Cruz kommun, Chile
La Cruz är en kommun i Chile.   Den ligger i provinsen Provincia de Quillota och regionen Región de Valparaíso, i den södra delen av landet, 90 km nordväst om huvudstaden Santiago de Chile.
Trakten runt La Cruz består i huvudsak av gräsmarker. Runt La Cruz är det tätbefolkat, med 266 invånare per kvadratkilometer.